# Banco del Bajío
Banco del Bajío, S.A. (BanBajío, por su acrónimo)  es una institución financiera de banca múltiple, con servicio y atención especializada en banca empresarial y comercial con sede en la ciudad de León, Guanajuato, México.
Fue fundado el 1 de julio de 1994 y opera en 29 estados del país, en 80 ciudades a través de 306 sucursales, 651 cajeros automáticos y 13 oficinas regionales.[cita requerida] Respecto a su participación en el mercado, en julio de 2024, se ubicó como el octavo mayor banco en México en cuanto a cartera de crédito (3.4%), captación total (3.3%) y activos totales (2.4%).
BanBajío ha dirigido sus esfuerzos a dos nichos prioritarios: micro, pequeñas y medianas empresas, y el sector agroalimentario. y opera como un banco multirregional.